# Туюк, Розалина
Розалина Туюк Веласкес (урожденная Сан-Хуан Комалапа, департамент Чимальтенанго, 1956) — гватемальская активистка движения за права человека. В 1995 году она была избрана депутатом Конгресса от Демократического фронта Новой Гватемалы и в течение этого периода занимала должность вице-президента Конгресса. Национальность Туюк — какчикель, относящаяся к народам майя.
В июне 1982 года гватемальские военные похитили и убили её отца Франциско Туюка. Три года спустя, 24 мая 1985 года, её мужа постигла та же участь. В 1988 году Розалина основала Национальную ассоциацию гватемальских вдов (CONAVIGUA), которая стала ведущей гватемальской правозащитной организацией.
В 1994 году Туюк была награждена французским орденом Почетного легиона за её гуманитарную деятельность. 6 июля 2004 года президент Оскар Бергер назначил её председателем Национальной Репарационной комиссии (Comisión Nacional de Resarcimiento). В 2011 году она публично критиковала Комиссию за то, что та не смогла адекватно возместить ущерб, причинённый войной.
Японский Фонд Мира «Нивано» наградил её в 2012 «в знак признания необыкновенной и упорной работы для мира в качестве смелой правозащитницы и лидера».